# Поончах
Поонча́х — в хакасской мифологии демон-душитель, крайне враждебно настроенный к людям и провоцирующий своих жертв совершать самоубийство путём повешения.

## Описание
Согласно традиционным воззрениям хакасов, Поончах является порождением Ирлика (Эрлика) — владыки подземного мира, являющегося персонажем мифологии многих тюркских и монгольских народов. В более поздние времена появилось мнение, что в Поончаха превращается кут (душа) грешного человека, оставшаяся после его смерти в мире людей.
Поончах способен принимать разные обличья. Чаще всего его описывают как красивую женщину с холодными глазами, одетую в традиционную хакасскую одежду и держащую в руках верёвку. Поэтому в русском языке имя «Поончах» может использоваться как в мужском, так и в женском роде. Однако Поончах также может принимать облик мужчины, животного или дерева и даже становиться невидимым. В истинном же своём облике демон похож на человека с дыркой в макушке. Именно таким его может видеть шаман, вне зависимости от облика, выбранного духом в текущий момент.
У Поончаха есть место обитания, именуемое «Поончах чир» (земля Поончаха) — как правило, поросший черноталом берег реки, вихоревое дерево (дерево со спутанными ветками кроны), горы либо крыша дома.
Поончах обычно появляется в «красный вечер» — во время заката или в сумерках. Как правило, он приходит один, но известны и рассказы о группе демонов в облике девушек, приглашавших парней весело провести время. Жертвами Поончаха чаще всего становятся люди, находящиеся в состоянии депрессии или алкогольного опьянения. Демон различными способами уговаривает их повеситься, обещая избавление от жизненных невзгод. Даже если жертва, несмотря на все уговоры, отвечает Поончаху категорическим отказом, демон не перестаёт преследовать её, до тех пор пока не добьётся своего. В некоторых случаях он предварительно предлагает жертве выпить спиртного, чтобы притупить самоконтроль. Однако людей, поддавшихся на уговоры, ждала крайне незавидная участь: их души, попадая в Нижний мир, становились ездовыми конями обитавших там демонов.
Иногда Поончах при первой встрече с человеком не предлагает ему повеситься, а просит дать какой-либо предмет одежды. Если человек сделает это, то станет особенно уязвимым перед демоном.

## Защитные обряды
Для защиты новорожденных детей от Поончаха хакасы проводили обряд «разрезания петли»: лезвием ножа, слегка касаясь кожи, проводили по горлу снизу вверх, а затем поперёк, образуя крест. Считалось, что после этого демону в дальнейшем будет труднее или вовсе не под силу обмануть человека.
Чтобы избавиться от визитов Поончаха, использовался имитативный обряд: шубу потенциальной жертвы набивали травой, привязывали верёвкой к дереву и стегали кнутом, при этом заявляя вслух, что хозяин одежды повесился, и называя его имя. Другой защитной мерой служил выстрел из ружья, заряженного медной или бронзовой пуговицей. Христианские символы (крестное знамение и молитва) также считаются способными отпугнуть духа. Чтобы не призвать Поончаха, люди избегали называть его по имени или говорить о повешении.
Если кто-то из жителей селения совершал самоубийство через повешение, то во избежание повторений несчастья приглашённый шаман совершал на берегу ближайшего ручья, уходящего под землю, обряд изгнания злого духа.
Считается, что лошади способны чуять Поончаха. При его приближении или во время проезда его обиталища лошадь замедляет ход или вовсе останавливается. Но и сам Поончах боится как лошадей, так и следов конских копыт.

## В культуре
Слово «поончах» в хакасском языке иногда используется как синоним самоубийства. Выражение «Поончаха хыстырбсхан» (Поддался воздействию Поончаха) означает повешение, а «Поончах чорче» (Поончах ходит) — массовое самоубийство. Поверье о злом духе сохраняется среди местного населения и по сей день.
Хакасскому демону-душителю посвящён рассказ современного российского писателя Максима Маскаля «Поончах ходит».